# 西利尼齊亞
48°43′23″N 28°38′55″E / 48.72306°N 28.64861°E
西利尼齊亞（烏克蘭語：Сільниця），是烏克蘭的村落，位於該國西南部文尼察州，由圖利欽區負責管轄，始建於1975年，面積3.47平方公里，海拔高度228米，2001年人口849。